# Новокаменська сільська рада (Ташлинський район)
Новока́менська сільська рада (рос. Новокаменский сельский совет) — сільське поселення у складі Ташлинського району Оренбурзької області Росії.
Адміністративний центр — село Новокаменка.

## Населення
Населення — 1123 особи (2019; 1333 в 2010, 1562 у 2002).

## Склад
До складу сільської ради входять:
| Населений пункт   | Населення, осіб (2002) | Населення, осіб (2010) |
| ----------------- | ---------------------- | ---------------------- |
| Буреніно, село    | 417                    | 343                    |
| Новокаменка, село | 675                    | 630                    |
| Новосельне, село  | 168                    | 130                    |
| Широке, село      | 302                    | 230                    |